# Ben Lovejoy
Benjamin N. "Ben" Lovejoy, född 20 februari 1984, är en amerikansk professionell ishockeyspelare som spelar för Dallas Stars i NHL.
Han har tidigare spelat på NHL-nivå för New Jersey Devils, Pittsburgh Penguins och Anaheim Ducks och på lägre nivåer för Wilkes-Barre/Scranton Penguins och Norfolk Admirals i AHL samt Dartmouth Big Green och Boston College i NCAA.
Han är Stanley Cup-mästare med Pittsburgh Penguins säsongen 2015–16.

## Spelarkarriär

### NHL

#### Pittsburgh Penguins (I)
Lovejoy blev aldrig draftad av något lag men skrev på ett ettårskontrakt med Pittsburgh Penguins den 7 juli 2008.
Den 21 juni 2010 skrev han på en treårig kontraktsförlängning med Penguins till ett värde av 1,575 miljoner dollar.
Han spelade delar av fem säsonger med Penguins mellan 2008 och 2012.

#### Anaheim Ducks
Den 7 februari 2013 blev han tradad till Anaheim Ducks i utbyte mot ett draftval i femte rundan 2014 (Anthony Angello).
Han skrev på ett treårskontrakt med Ducks värt 3,3 miljoner dollar den 27 juni 2013.
Lovejoy spelade delar av tre säsonger med Ducks mellan 2013 och 2014.

#### Pittsburgh Penguins (II)
Penguins tradade tillbaka Lovejoy den 2 mars 2015 i utbyte mot Simon Despres.
Lovejoy vann Stanley Cup med Penguins säsongen 2015–16.

#### New Jersey Devils
När hans kontrakt från 2013 gick ut, skrev han som free agent på ett treårskontrakt med New Jersey Devils den 1 juli 2016 till ett värde av 8 miljoner dollar.

#### Dallas Stars
Han tradades till Dallas Stars den 23 februari 2019 i utbyte mot Connor Carrick och ett draftval i tredje rundan 2019.

## Privatliv
Han är kusin till ishockeybacken Gavin Bayreuther som spelar inom organisationen för Dallas Stars i NHL.